# Plutarchia marginata
Plutarchia marginata är en stekelart som beskrevs av T.C. Narendran och Padmasenan 1990. Plutarchia marginata ingår i släktet Plutarchia och familjen kragglanssteklar. Inga underarter finns listade i Catalogue of Life.